# Attila Sávolt
Attila Sávolt (Budapest, 5 de febrero de 1976) es un tenista húngaro, que representó a su país en los Juegos Olímpicos de Sídney 2000 que perdió ante Paradorn Srichaphan en su primer partido. Comenzando su carrera en 1995, su mejor registro en la lista ATP fue el 20 de mayo de 2002, alcanzando el puesto 68. Sorprendentemente, tiene una victoria contra Tim Henman después de vencer al 4.º cabeza de serie, 11.º clasificado en el Torneo de Dubái de 2003. También derrotó a Jiří Novák en su único enfrentamiento ATP Tour en el Torneo de Sopot de 2002, cuando el checo ocupaba el 5.º puesto del mundo. Participó en la Copa Hopman de 2004 junto a Petra Mandula. Ganó el Campeonato de Hungría dos veces. Después de retirarse, fue entrenador de Márton Fucsovics y actualmente fue comentarista deportivo en Sport 1.

## Títulos

### Individuales
| Leyenda                |
| Grand Slam (0)         |
| Tennis Masters Cup (0) |
| ATP Masters Series (0) |
| ATP Tour (0)           |
| Challengers (2)        |

| N.º | Fecha | Torneo       | Superficie    | Oponente en la final | Resultado     |
| --- | ----- | ------------ | ------------- | -------------------- | ------------- |
| 1.  | 1996  | Tampere      | Tierra batida | Jacobo Díaz          | 7–6, 1–6, 6–4 |
| 2.  | 1997  | Tampere      | Tierra batida | Todd Larkham         | 7–5, 6–0      |
| 3.  | 1999  | Nettingsdorf | Tierra batida | Markus Hipfl         | 6–1, 6–0      |
| 4.  | 1999  | Manerbio     | Tierra batida | Thierry Guardiola    | 6–4, 7–6      |
| 5.  | 2001  | Sassuolo     | Tierra batida | Giorgio Galimberti   | 6–4, 7–5      |
| 6.  | 2001  | Manerbio     | Tierra batida | Irakli Labadze       | 7–5, 6–2      |

### Dobles (6)
| N.º | Fecha                    | Torneo            | Superficie    | Oponente en la final | Resultado                         |               |
| --- | ------------------------ | ----------------- | ------------- | -------------------- | --------------------------------- | ------------- |
| 1.  | 15 de septiembre de 1996 | Budapest II       | Tierra batida | László Markovits     | Tuomas Ketola Borut Urh           | Walkover      |
| 2.  | 14 de junio de 1998      | Split             | Tierra batida | Geoff Grant          | Álex López Morón Beto Martín      | 4–6, 6–3, 6–2 |
| 3.  | 11 de octubre de 1998    | Santiago de Chile | Tierra batida | Ota Fukárek          | Edwin Kempes Peter Wessels        | 7–6, 6–4      |
| 4.  | 22 de agosto de 1999     | Sylt              | Tierra batida | Rene Nicklisch       | Florian Allgauer Davide Scala     | 4–6, 6–3, 6–1 |
| 5.  | 24 de junio de 2001      | Lugano            | Tierra batida | Steven Randjelovic   | Bobbie Altelaar Shaun Rudman      | 6–2, 7–6      |
| 6.  | 26 de agosto de 2001     | Manerbio          | Tierra batida | Thomas Strenberger   | Alessandro da Col Andrea Stoppini | 7–5, 7–5      |